# منين بالعجوة
المنين بالعجوة، حلوى من المطبخ المصري. تُحَضَّر من الدقيق، التمر، والحليب كمكونات أساسية. تُقَدَّم عادةً هذه الحلوى مع الشاي.
تحتوي كل وجبة (40غ تقريباً) على 107 سعرات حرارية و7غ من الدهون معظمها دهون غير مشبعة. كما أنها تحتوي على الألياف الغذائية التي تساعد على محاربة الإمساك.